# Krešimir Friedrich
Krešimir Friedrich (Koprivnica, 30. srpnja 1898. – Zagreb, 3. ožujka 1985.) je bio hrvatski tenisač i nogometaš iz Koprivnice, državni prvak u tenisu.

## Nogometna karijera
Igrao je za koprivnički HŠK Slaven, koji je osnovao s obitelji. Kad su on i brat otišli igrati nogomet u Zagreb u HAŠK, uz postojeće financijske teškoće kluba, Slaven je prestao djelovati. 
S HAŠK-om je osvojio prvenstvo Zagrebačkog nogometnog podsaveza 1921./22. godine.

## Tenisačka karijera
Bio je državni prvak u igri parova 1928. i 1931. godine. Igrao je u paru s bratom Dragutinom. 

## Politički stavovi
Bio je izrazito hrvatskih političkih stavova kao i cijela njegova obitelj Friedrich. Zbog toga je bio izložen pritiscima, a njegov brat Dragutin fizičkom napadu u zbornici zagrebačke III. gimnazije.